# 世界の果てまでヒャッハー!
『世界の果てまでヒャッハー!』（せかいのはてまでヒャッハー、Babysitting 2） は、2015年のフランスのコメディ映画。監督はニコラ・ブナムとフィリップ・ラショー。出演はフィリップ・ラショーとクリスチャン・クラヴィエなど。2014年の映画『真夜中のパリでヒャッハー!』の続編。R15+指定。ブラジルを舞台としている。

## キャスト
※括弧内は日本語吹替。
- フランク: フィリップ・ラショー（影平隆一）
- ソニア: アリス・ダヴィ（フランス語版）（石井ゆかり）
- エルネスト: ヴァンサン・ドゥサニア（フランス語版）（品村渉）
- サム: タレク・ブダリ（フランス語版）（関雄）
- アレックス: ジュリアン・アルッティ（フランス語版）（澤崎アケミ）
- ジャン＝ピエール: クリスチャン・クラヴィエ（藤井剛）
- エステル: シャルロット・ガブリ（フランス語版）（澤崎アケミ）

## 作品の評価
アロシネによれば、17件のメディアによる評価の平均は5点満点中2.2点である。

## 関連作品
正式な続編ではないが、同じ主要キャストと監督らによる第3作と呼べる『アリバイ・ドット・コム カンヌの不倫旅行がヒャッハー!な大騒動になった件』が2017年に公開され、日本では2018年1月に開催された「未体験ゾーンの映画たち2018」で上映された。